# Памятник Кристофари (Москва)
Памятник первому вкладчику Сбербанка Н. А. Кристофари установлен в Москве на улице Вавилова в Академическом районе города.

## История
Николай Антонович Кристофари кроме всего прочего известен тем, что 13 марта 1842 года он стал владельцем сберегательной книжки № 1 первой правительственной сберегательной кассы, положив на её счёт вклад в десять рублей. Это знаменательное событие было отмечено 165 лет спустя созданием памятника Н. А. Кристофари, установленного у входа в Центральный офис Сбербанка России на ул. Вавилова.
Автором памятника стал народный художник Российской Федерации А. И. Рукавишников. Памятник представляет собой трёхметровый монумент, который изображает Кристофари в полный рост, одетого во фрак и с цилиндром в левой руке, а правой рукой опирающегося на трость. На постаменте памятника выгравирована надпись
Николай Антонович 
Кристофари
 первый вкладчик
 первой
 российской
 сберкассы
На каменных табличках на постаменте рассказывается о биографии Кристофари, открытии им первой сберегательной книжки и истории памятника.
На торжественном открытии памятника 13 марта 2007 года присутствовали председатель правления Сбербанка России А. И. Казьмин, мэр Москвы Ю. М. Лужков, а также руководители территориальных банков Москвы.